# Société française des distilleries de l'Indochine
La Société française des distilleries de l’Indochine (Société française des Distilleries de l'Indo-Chine, SFDIC) est fondée le 1er mai 1901 par Auguste-Raphaël Fontaine (1859-1934) à partir de la A. R. Fontaine & Cie. Elle faisait partie du groupe Fontaine qui avait également des intérêts dans le tabac et dans le commerce.

## Historique
Elle a été l’une des plus puissantes compagnies de l'Indochine française et a disposé jusqu’à cinq distilleries d’alcool. L'un de ses principaux actionnaires était la Banque de l'Indochine. Son siège administratif à l'origine est situé au 56, boulevard Gambetta à Hanoï, aujourd'hui siège de l'ambassade de France au Viêt Nam, puis a été transféré au 55, bd Bobillot, 
Jusqu'en 1902, la production de l'alcool de riz en Indochine était exclusivement entre les mains des Chinois en Cochinchine et au Cambodge, des Annamites au Tonkin et en Annam malgré les tentatives de plusieurs entrepreneurs français. 
La SFDIC fut du 10 mars 1903 à 1933 détentrice du monopole de la fabrication de l’alcool de riz indigène dans le Tonkin et le Nord Annam et le monopole de la fabrication d'alcool en Cochinchine utilisant une méthode de fermentation inventée par Albert Calmette et racheta toutes les distilleries chinoises du territoire. Ce monopole fut cause de très nombreux mécontentements parmi la population locale et fut l’une des causes de plusieurs révoltes.
En 1909, elle a produit 51 127,56 hectolitres dans trois distilleries :
- Hanoï : 13 318,18 hectolitres
- Nam-Dinh : 12 121,23 h
- Hai Duong : 25 688,15 h

Celles-ci, représentant en 1912 un capital de 8 millions de francs environ, elles occupent 450 ouvriers indigènes et 15 européens. Leur force motrice est de 300 chevaux-vapeur.
Une quatrième entre en service à Cholon et en 1918 elles peuvent produire par mois chacune 5 000 hectolitres d'alcool de riz à 90°.
Son capital augmente régulièrement jusqu'à la Seconde Guerre mondiale passant de 2 millions de francs français en 1901 à 100 millions en 1939.
L'occupation japonaise de l'Indochine, les soubresauts de la guerre d'Indochine puis l'indépendance des Sud et Nord-Vietnam en 1954 font ensuite de l'entreprise une coquille vide.